# クレイグ・ライル・トーマス
クライグ・ライル・トーマス(英語:Craig Lyle Thomas, 1933年2月17日 - 2007年7月4日)は、アメリカ合衆国・ワイオミング州出身の政治家、共和党員。 アメリカ合衆国上院議員(通算3期)、アメリカ合衆国下院議員(通算3期)。
地元ワイオミング州農務局で長年勤務していたこともあり、農業と農村開発の専門家として活動していた。

## 経歴・人物
トーマスはワイオミング州パーク郡の郡都コーディで生まれ育った。両親は公立学校の教師で、夏期はイエローストーン周辺で牧場経営をしていた。ワイオミング大学ではデルタ・カイ友愛会のメンバーとして活動し、畜産学の学位を取得。その後1968年にはラ・サール・エクステンション大学で法律の学位を取得している。
1955年にアメリカ海兵隊に入隊し、クアンティコ海兵隊基地で訓練を重ねたあと、日本などで軍務にあたった。1965年に退役した際には大尉の地位にあった。退役後は、ワイオミング州農務局副局長(1965年 - 1974年)や同州地方電化局のゼネラルマネージャー(1975年 - 1989年)を務め、地元で農業や農村地帯の行政に関わっていた。
1985年にワイオミング州下院議員に当選を果たすと、3期の任期を務めた。ジョージ・H・W・ブッシュ大統領がディック・チェイニー米下院議員を国防長官に指名したことにより、ワイオミング州全州選挙区が空席となったため、1989年に特別選挙が行われた。トーマスは共和党から同選挙に出馬を果たし当選。その後、3期連続当選を果たすも、1994年にアメリカ合衆国上院議員に鞍替え立候補し、民主党のマイク・サリバン州知事を破って当選した。2000年には2期目の当選を果たし、ワイオミング州の選挙史上最多得票率となる74％超の票を獲得した。2006年の選挙では、後述の白血病が原因で体調を崩し、入院するも、70％の得票率で3選した。

### 政治家として
トーマスはアメリカ合衆国上院国立公園小委員会の委員長として、アメリカの国立公園を保護するための資金調達と管理改革を行うための法案を作成した。この法案をはじめとする関連法案について、トーマスは国立公園保全協会からウィリアム・ペン・モット・ジュニア公園指導者賞と国立公園功績賞を受賞した。また、上院財務委員会の議員として社会保障、貿易、農村部の医療、税制改革などの問題に携わり、中米自由貿易協定の締結に尽力した。上院農村保健委員会の共同委員長として、農村部の家族の医療機会を改善する法案に取り組んだ。
上院在職中の最後の1年半の間、キャンディ・デスクに座っていた。キャンディ・デスクは、上院の議場出入り口近くの席に割り当てられた議員が自身の引き出しに菓子を入れ、自由に取れるようにしておくという風習である。上院の倫理規則では贈答品の価格制限があったが、地元で製造・生産されたものは例外とされていたため、多くの議員は自身の選挙区を拠点とする製飴企業から提供を受けていた。しかし、ワイオミング州に拠点を置く大規模な製飴企業が無かったため、トーマスの対応に注目が集まった。最終的に地元の中小メーカーから持ち回りで菓子の提供を受けることとなった。

### 死亡
2006年11月、トーマスは下院議員選挙の投票日直前に入院した。当初は肺炎の治療を受けていると発表されたが、投票日の2日後に白血病と診断された旨が発表された。病院で化学療法を受けて一度は職場に復帰したものの再発し、メリーランド州ベセスダのベセスダ海軍医療センターで2回目の化学療法を受けた。2007年6月4日午後9時53分（アメリカ東部標準時）、白血病の合併症が原因で亡くなった。葬儀は2007年6月9日、キャスパーのメソジスト教会で行われ、ハリー・リード上院多数党院内総務とミッチ・マコーネル上院少数党院内総務らが出席した。6月10日にコーディのリバーサイド墓地に埋葬された。
デイブ・フロイデンタールワイオミング州知事は、ワイオミング州の法律に基づき、ワイオミング州共和党中央委員会が提出した3人の候補者リストの中から新しい上院議員を指名する必要があった。2007年6月19日にキャスパーで開催された会議の結果、30人の応募者の中から、トム・サンソネッティ、シンシア・ルミス前州財務長官、ジョン・バラッソ州上院議員の3人の候補者が指名された。2007年6月22日、フロイデンタール州知事は、バラッソを後任のアメリカ上院議員に指名した。
グランド・ティトン国立公園のビジターセンターがトーマスの功績を称えて「クレイグ・トーマス・ディスカバリー＆ビジターセンター」と名付けられた。2007年8月11日に行われた記念式典には、ディック・チェイニー副大統領をはじめとする多くの要人が出席した。